# Ride (singel Lany Del Rey)
Ride – singel amerykańskiej piosenkarki Lany Del Rey, wydany 25 września 2012 roku nakładem wytwórni fonograficznych Polydor Records oraz Interscope. Singel został wydany w celach promujących EP Paradise, który na rynku ukazał się 9 listopada 2012 roku.
Kompozycja została napisana przez Justin Parker oraz samą wokalistkę.

## Listy utworów i formaty singla
Digital Single
1. „Ride” (Radio Edit) – 4:12
2. „Ride” – 4:46

Remixes EP
1. „Ride” – 4:49
2. „Ride” (Active Child Remix) – 3:42
3. „Blue Velvet” (Penguin Prison Remix) – 5:02
4. „Blue Velvet” (Lindstrom Remix) – 9:26

## Pozycje na listach
| Lista przebojów                   | Pozycja |
| --------------------------------- | ------- |
| Australia (ARIA)                  | 89      |
| Austria (Ö3 Austria Top 40)       | 63      |
| Belgia (Ultratip Flanders)        | 3       |
| Belgia (Ultratip Wallonia)        | 6       |
| Dania (Tracklisten)               | 40      |
| Francja (SNEP)                    | 56      |
| Niemcy (GfK Entertainment)        | 44      |
| Irlandia (IRMA)                   | 35      |
| Rosja (2M)                        | 9       |
| Szkocja (Official Charts Company) | 31      |
| Wielka Brytania (OCC)             | 32      |
| Szwajcaria (Schweizer Hitparade)  | 20      |

## Certyfikaty i sprzedaż
| Kraj                     | Certyfikat      | Sprzedaż   |
| ------------------------ | --------------- | ---------- |
| Stany Zjednoczone (RIAA) | platynowa płyta | 1 000 000+ |
| Wielka Brytania (BPI)    | srebrna płyta   | 200 000+   |